# Жимолость реснитчатая
Жи́молость ресни́тчатая (лат. Lonicera ciliosa (Pursh) Poir. ex DC.) — растение рода Жимолость семейства Жимолостные. В диком виде растёт в лесах запада Северной Америки.

## Ботаническое описание
Листопадная лиана высотой до 6 метров с полыми побегами.
Листья супротивные, овальные, диной 4-10 см. Последняя пара листьев на каждом побеге сросшаяся основаниями.
Цветки жёлто-оранжевые, длиной 2-4 см, трубчатые. Собраны в мутовку на конце побегов над дисковидными листьями. На цветках этого вида жимолости кормятся некоторые виды колибри, выступая в роли его опылителя.
Плоды — оранжево-красные ягоды, диаметром около 5 мм. Съедобны, но невкусны, так что в пищу их практически не употребляют.